# Palle Rosenkrantz-prisen
De Palle Rosenkrantz-prisen is een Deense literatuurprijs die sinds 1987 door Det Danske Kriminalakademi jaarlijks wordt uitgereikt voor de beste naar het Deens vertaalde misdaadroman.
De prijs werd vernoemd naar Palle Rosenkrantz (1867-1941), een Deens baron, jurist, auteur en vertaler.

## Winnaars
| Jaar | Auteur                 | Originele titel                                                                 | Nederlandse titel                                |
| ---- | ---------------------- | ------------------------------------------------------------------------------- | ------------------------------------------------ |
| 2019 | Michael Connelly       | Two Kinds of Truth                                                              | Twee soorten waarheid                            |
| 2018 | Michelle Richmond      | The Marriage Pact                                                               | Het huwelijkspact                                |
| 2017 | Yrsa Sigurdardottir    | DNA                                                                             | DNA                                              |
| 2016 | Gard Sveen             | Den sidste pilgrim                                                              | De doden hebben geen verhaal                     |
| 2015 | Håkan Nesser           | Levende og døde i Winslow                                                       | De levenden en de doden in Winsford              |
| 2014 | Philip Kerr            | A Man Without Breath                                                            | De man zonder adem                               |
| 2013 | James Ellroy           | Blood's a Rover                                                                 | Het bloed kruipt                                 |
| 2012 | Leif G.W. Persson      | Den døende detektiven                                                           | Het laatste woord                                |
| 2011 | Jean-Christophe Grangé | Miserere                                                                        | Godenstemmen                                     |
| 2010 | Jo Nesbø               | Panserhjerte                                                                    | Het pantserhart                                  |
| 2009 | Don Winslow            | The Winter of Frankie Machine                                                   |                                                  |
| 2008 | Karin Alvtegen         | Skugga                                                                          | Schaduw                                          |
| 2007 | Håkan Nesser           | Skuggorna och regnet                                                            |                                                  |
| 2006 | Peter Robinson         | Cold is the grave                                                               | Kil als het graf                                 |
| 2005 | Henning Mortensen      | Den femte årstid                                                                |                                                  |
| 2004 | Arne Dahl              | Europa Blues                                                                    | Europa Blues                                     |
| 2003 | Carol O'Connell        | Judas Child                                                                     |                                                  |
| 2002 | Minette Walters        | Acid Row                                                                        | Niemandsland                                     |
| 2001 | Ian Rankin             | Black and Blue                                                                  | Gerechtigheid                                    |
| 2000 | Donna Leon             | Death in a Strange Country                                                      |                                                  |
| 1999 | Kim Småge              | En kjernesunn død                                                               |                                                  |
| 1998 | Caleb Carr             | The Alienist                                                                    |                                                  |
| 1997 | Reginald Hill          | Pictures of Perfection                                                          |                                                  |
| 1996 | Colin Dexter           | The Way through the Woods                                                       |                                                  |
| 1995 | Arturo Pérez-Reverte   | El club Dumas                                                                   | De club Dumas                                    |
| 1994 | Ruth Rendell           | The Crocodile Bird en King Solomon's Carpet (onder het pseudoniem Barbara Vine) | De krokodilvogel en Het tapijt van koning Salomo |
| 1993 | Peter Høeg             | Frøken Smillas fornemmelse for sne                                              | Smilla's gevoel voor sneeuw                      |
| 1992 | John le Carré          | The Secret Pilgrim                                                              | De laatste spion                                 |
| 1991 | Gunnar Staalesen       | Falne Engler                                                                    |                                                  |
| 1990 | Erik Amdrup            | Renters rente                                                                   |                                                  |
| 1989 | Leif Davidsen          | Den russiske sangerinde                                                         | De Russische zangeres                            |
| 1988 | P.D. James             | A Taste for Death                                                               | Dodenmis                                         |
| 1987 | Fredrik Skagen         | Viktor! Viktor!                                                                 |                                                  |

### Palle Rosenkrantz' Ærespris (ereprijs)
- 2003 – Anders Bodelsen voor zijn volledige oeuvre